# Латал, Иржи
Иржи Латал (чеш. Jiří Látal; 2 февраля 1967, Оломоуц, Чехословакия) — чехословацкий и чешский хоккеист, защитник. Бронзовый призёр чемпионата мира 1989 года.

## Биография
Иржи Латал является воспитанником оломоуцкого хоккея. Играл за чешские клубы «Оломоуц», «Спарта», «Всетин», проходил службу в армии в тренчинской «Дукле». С 1989 по 1991 год играл в НХЛ за «Филадельфию Флайерз». В НХЛ провёл 2 успешных сезона, особенно второй. Из-за болей в спине и операции на колене был вынужден вернуться в Европу. Стал чемпионом Норвегии 1992 года. Закончил карьеру в 1996 году, его последней командой был родной «Оломоуц». Выступал за сборную Чехословакии на чемпионате мира 1989 года, стал бронзовым призёром.
После окончания карьеры хоккеиста стал тренером. Работал в Оломоуце, Опаве, Младе Болеслав. В сезоне 2009/10 занимал должность генерального менеджера молодёжной сборной Чехии.

## Достижения
Чемпион Норвегии 1992
 Серебряный призёр молодёжных чемпионатов мира 1985 и 1987
 Серебряный призёр чемпионата Европы среди юниоров 1984
 Бронзовый призёр чемпионата мира 1989

## Статистика
- Чешская экстралига / Чемпионат Чехословакии — 188 игр, 76 очков (27+49)
- НХЛ — 92 игры, 48 очков (12+36)
- АХЛ — 22 игры, 28 очков (10+18)
- Чемпионат Финляндии — 44 игры, 28 очков (5+23)
- Чемпионат Норвегии — 32 игры, 23 очка (7+16)
- Сборная Чехословакии — 15 игр, 1 гол
- Всего за карьеру — 393 игры, 204 очка (62 шайбы + 142 передачи)